# Parectropis
Genre
Parectropis est un genre de lépidoptères (papillons) de la sous-famille des Ennominae (famille des Geometridae).

## Répartition
Ce genre regroupe dix espèces réparties dans l'Ancien monde (Afrique, Asie, Europe). Une seule espèce est présente en Europe, Parectropis similaria.

## Systématique
Le genre Parectropis est décrit en 1980 par l'entomologiste japonais Rikio Sato (d). Parectropis extersaria est l'espèce type, initialement décrite en 1799 par l'entomologiste bavarois Jacob Hübner dans le genre Geometra, sous le protonyme Geometra extersaria.

## Liste des espèces
Selon GBIF (27 juin 2022) :
- Parectropis aemula Krüger, 2007

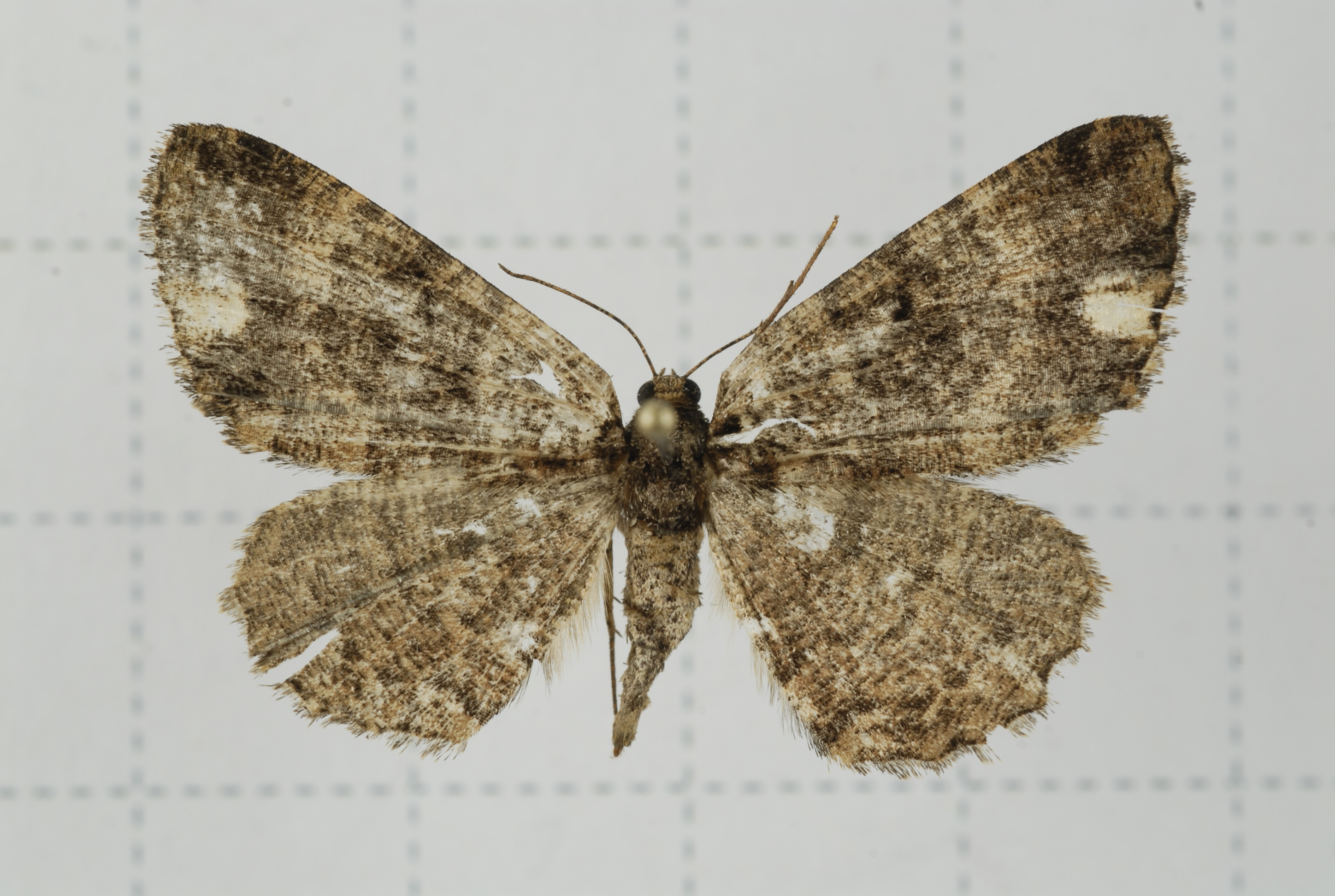
Parectropis subflava.

- Parectropis alticolaria Krüger, 2005
- Parectropis conspurcata Walker, 1866
- Parectropis extersaria Hübner, 1799
- Parectropis leucosema Prout, 1914
- Parectropis nigrosparsa Wileman & Smith, 1917
- Parectropis pectinicornis Krüger, 2005
- Parectropis rotundipennis Krüger, 2007
- Parectropis similaria (Hufnagel, 1767)
- Parectropis subflava Bastelberger, 1909

## Publication originale
- (en + ja) Rikio Sato, « A Revision of the Japanese Species of the Genus Ectropis Hübner, with Descriptions of Two New Genera and One New Subspecies (Lepidoptera: Geometridae) », Lepidoptera Science, vol. 31, no 1・2,‎ 1980, p. 29-53 (ISSN 0024-0974 et 1880-8077, DOI 10.18984/LEPID.31.1-2_29, lire en ligne).